# Route de France
La Route de France est une course cycliste par étapes amateurs disputée de 1951 à 1990. Elle était considérée à sa création comme un « petit Tour de France », disputée par des coureurs amateurs et indépendants. Elle a ensuite été concurrencée par le Tour de l'Avenir, créé en 1961. Son parcours était tracé en Auvergne, autour de Vichy, et gravissait notamment le puy de Dôme. Elle était organisée par le journal Route et piste, dirigé par Jean Leulliot, qui organisait également à cette époque Paris-Nice et l'Étoile des Espoirs.

## Palmarès
| Année | Vainqueur             | Deuxième              | Troisième          |
| ----- | --------------------- | --------------------- | ------------------ |
| 1951  | Jacques Vivier        | Marcel Bon            | René Volet         |
| 1952  | André Bernard         | Roger Julienne        | Jean Adriaensens   |
| 1953  | Louis Barès           | René Desmet           | Blaise Bertolotti  |
| 1954  | Nicolas Barone        | Orphée Meneghini      | Willem Vandenbosch |
| 1955  | René Genin            | Gérard Saint          | Pierre Beuffeuil   |
| 1956  | Raymond Mastrotto     | Marcel Queheille      | Michel Vermeulin   |
| 1957  | Raymond Mastrotto     | Michel Vermeulin      | Robert Roudaut     |
| 1958  | Guy Ignolin           | René Jousset          | Gérard Thiélin     |
| 1959  | Henri Duez            | Jean Bonifassi        | Gérard Bauman      |
| 1960  | Marc Huiart           | Jean-Claude Lebaube   | Jean-Claude Morio  |
| 1961  | Jean Jourden          | Alban Cauvet          | Marcel Flochlay    |
| 1962  | Peter Crinnion        | André Grain           | Blaise Gallo       |
| 1963  | Lucien Aimar          | Georges Chappe        | Raymond Delisle    |
| 1964  | Christian Raymond     | Charles Rigon         | Désiré Letort      |
| 1965  | Charly Grosskost      | Jean Dumont           | Maurice Izier      |
| 1966  | Paul Maes             | Derek Harrison (en)   | Robert Bouloux     |
| 1967  | Derek Harrison (en)   | René Grelin           | Daniel Samy        |
| 1968  | Jean Pinault          | Marcel Duchemin       | Mariano Martínez   |
| 1969  | Jean-Pierre Paranteau | Max Heuzebroc         | Joël Millard       |
| 1970  | Régis Ovion           | Paul Ravel            | Pierre Rivory      |
| 1971  | Régis Ovion           | Claude Aigueparses    | Michel Le Denmat   |
| 1972  | Jean-Pierre Guitard   | Daniel Leveau         | Patrice Testier    |
| 1973  | Bernard Bourreau      | Michel Charlier       | Michel Jacquier    |
| 1974  | Michel Laurent        | Bernard Hinault       | Bernard Vallet     |
| 1975  | Bernard Vallet        | Alain Meslet          | Bernard Quilfen    |
| 1976  | Michel Herbault       | Philippe Bodier       | Michel Zuccarelli  |
| 1977  | Loïc Gautier          | Jean-Pierre Bouteille | Joël Gallopin      |
| 1978  | Didier Lebaud         | Graham Jones          | Michel Larpe       |
| 1979  | Robert Millar         | Régis Clère           | Loubé Blagojevic   |
| 1980  | Jérôme Simon          | Stephen Roche         | Pierre Le Bigaut   |
| 1981  | Étienne Néant         | Fabien De Vooght      | Daniel André       |
| 1982  | Gilles Mas            | Pascal Trimaille      | Gilbert Lagarde    |
| 1983  | Robert Forest         | Michel Jean           | Bernard Faussurier |
| 1984  | Bruno Huger           | Ronan Pensec          | Serge Bodin        |
| 1985  | Jean Guérin           | Pascal Rouquette      | Philippe Goubin    |
| 1988  | Hervé Henriet         | Gérard Picard         | Nicolas Dubois     |
| 1989  | Marc Thévenin         | Franck Simon          | Jean-Luc Aulnette  |
| 1990  | Jean-Philippe Dojwa   | Pascal Berger         | Jean-Cyril Robin   |